# 볼프강 힐데스하이머
볼프강 힐데스하이머(Wolfgang Hildesheimer, 1916년 12월 9일 ~ 1991년 8월 21일)는 독일의 극작가다.
투란도트에서 제재를 얻은 <용좌(龍座)>로 데뷔, 부조리극적인 여러 단막물 <야곡(夜曲)>이나 카프카적인 허구의 극 <지연(遲延)>을 썼다.